# Aleksandr Djaczenko (kolarz)
Aleksandr Djaczenko, ros. Александр Дьяченко (ur. 17 października 1983) – były kazachski kolarz szosowy, ostatnio zawodnik teamu UCI ProTeams Pro Team Astana.

## Najważniejsze osiągnięcia
- 2007
  -  1. miejsce w mistrzostwach Kazachstanu (jazda ind. na czas)
  - 1. miejsce na 4. etapie Tour of Bulgaria
  - 3. miejsce w Tour of Japan
- 2009
  - 7. miejsce w Volta a Catalunya
- 2011
  - 9. miejsce w mistrzostwach świata (jazda ind. na czas)
  - 3. miejsce w mistrzostwach Kazachstanu (jazda ind. na czas)
- 2012
  - 1. miejsce w Tour of Turkey
    - 1. miejsce na 3. etapie

  - 4. miejsce w Tour de Langkawi
- 2013
  -  1. miejsce w mistrzostwach Kazachstanu (start wspólny)
  - 2. miejsce w mistrzostwach Kazachstanu (jazda ind. na czas)
  - 2. miejsce w Dookoła Austrii